# 梅薩斯高地國家公園

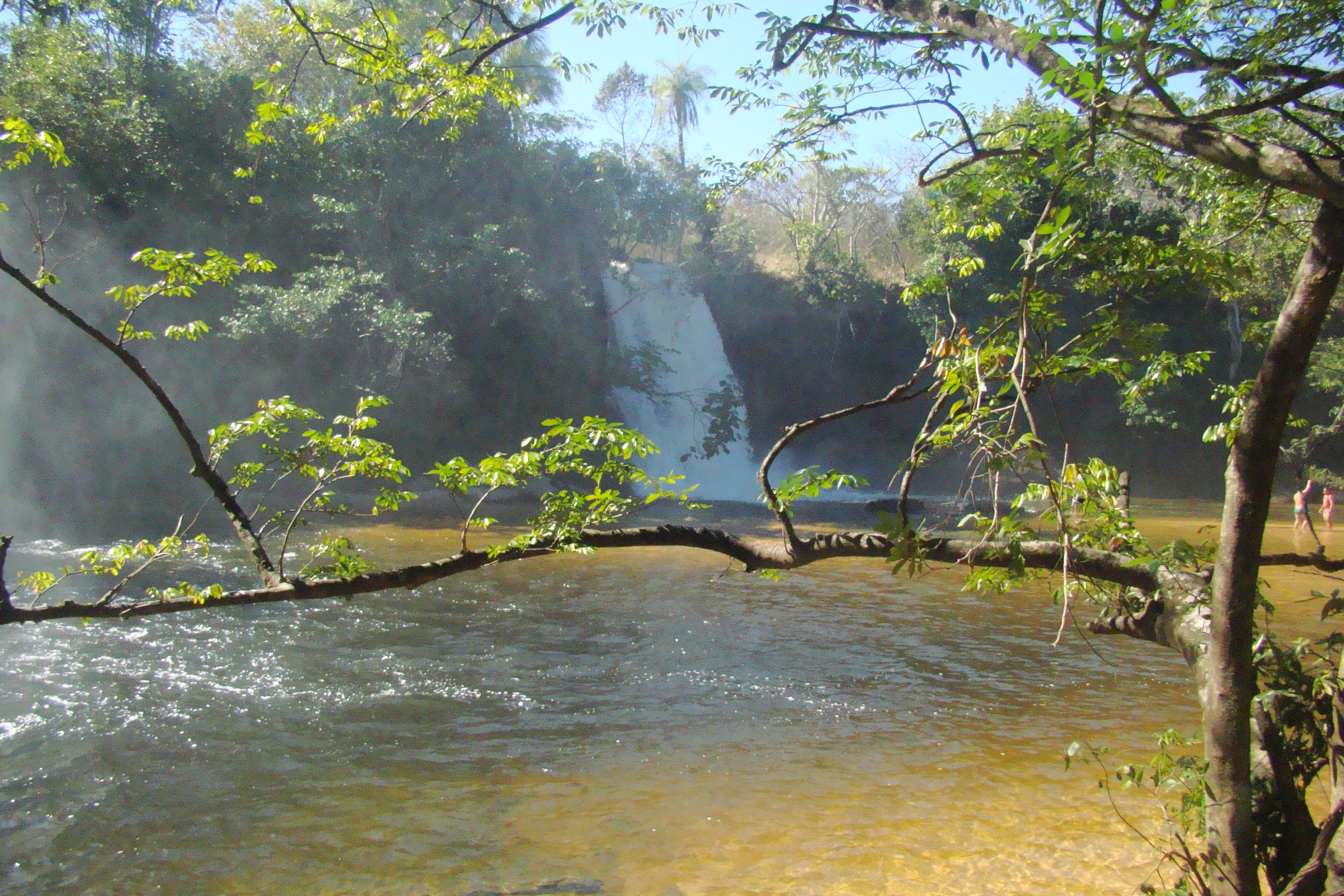

7°08′17″S 47°08′20″W / 7.138°S 47.139°W
梅薩斯高地國家公園（葡萄牙語：Parque Nacional da Chapada das Mesas），是巴西的國家公園，位於該國東北部馬拉尼昂州，成立於2005年12月12日，佔地16萬公頃，覆蓋里亞尚、埃斯特雷圖和卡羅利納地區。